# Ватные ряды
Ватные ряды (груз. ბამბის რიგი, Бамбис Риги) — улица в старой части города Тбилиси, от площади Горгасали до улицы Шардени.

## История
Проложена в торгово-ремесленной части старого города. Своё название получила по роду деятельности её обитателей, здесь торговали ватой, тканями, пряжой и т. д. Использовалось также персидское название Бамба-хана.
Наряду с такой улицей в городе существовали другие ремесленно-торговые улицы-ряды — Кузнечные, Серебряные, Банные (Абано), Тёмный (Крытый) ряд (ныне — улица Шардени). Последний получил своё название из-за того, что на всём своём протяжении был перекрыт сводом.
Одна из немногих улиц старого Тбилиси, сохранивших своё название.
Манташевские ряды (Манташeвис Риги) - это двухэтажное здание, построенное в 1904 году в Тбилиси, архитектор Г.А. Саркисян, принадлежавшее известному армянскому нефтепромышленнику и меценату Александру Манташеву. Оно расположено в исторической части города, на улице, которая ранее называлась Ватными рядами (Бамбис Риги), где торговали ватой и шерстью. 
Реставрирована в 1981 году (архитектор Георгий Батиашвили).

## Достопримечательности

Памятник Параджанову

Манташевские торговые ряды (1903, архитектор К. А. Саркисян)
Памятник Параджанову (2004, скульптор В. Микаберидзе по фотографии Юрия Мечитова)